# محمد الداهي (ناقد)
محمد الداهي (ولد في شفشاون 28 يوليو 1961م) كاتب وناقد وأكاديمي مغربي، صدر له العديد من المؤلفات النقدية من بينها كتاب «السارد وتوأم الروح: من التمثيل إلى الاصطناع» الذي حصل به على جائزة الشيخ زايد للكتاب في الدراسات النقدية عام 2022. وهو حاصل على العديد من الجوائز منها: جائزة المغرب للكتاب عام 2006م، وجائزة كتارا للرواية العربية عام 2021م.

## التعليم
- حاصل على دكتوراه الدولة في الآداب من جامعة محمد الخامس، في موضوع: تحليل سيمائي- تلفظي للرواية العربية الجديدة عام 2002م.[5][6]

## العمل
- أستاذ في قسم اللغة العربية وآدابها في جامعة محمد الخامس في الرباط.[5][7]

## المؤلفات
| الكتاب                                          | التاريخ | المصدر |
| ----------------------------------------------- | ------- | ------ |
| القراءة المنهجية للنص الحكائي                   | 1996م   |        |
| عبد الله العروي: من التاريخ إلى الحب            | 1997م   | [ 8 ]  |
| دينامية الإقراء: أوراق عبدالله العروي مثالا     | 1997م   |        |
| قضايا تدريس النص المسرحي (بالاشتراك)            | 1999م   |        |
| سؤال الحداثة في الرواية المغربية (بالاشتراك)    | 1999م   |        |
| شعرية السيرة الذهنية: محاولة تأصيل              | 2000م   | [ 9 ]  |
| محمد زفزاف الكاتب الكبير (بالاشتراك)            | 2003م   |        |
| علمه البيان (بالاشتراك)                         | 2003م   |        |
| النقد المغربي: تجارب ورهانات                    | 2003م   |        |
| التشخيص الأدبي في رواية الفريق لعبد الله العروي | 2005م   |        |
| سيمائية الكلام الروائي                          | 2005م   | [ 10 ] |
| سيميائية السرد بحث في الوجود السيميائي المتجانس | 2009م   | [ 11 ] |
| صورة الأنا و الآخر في السرد                     | 2013م   | [ 12 ] |
| متعة الإخفاق: المشروع التخيلي لعبدالله العروي   | 2022م   | [ 13 ] |
| تحديات تحليل الخطاب                             | 2022م   | [ 14 ] |

## التكريم والجوائز
- حصل على جائزة المغرب للكتاب في فرع الدراسات الأدبية والفنية عام 2006م.[15]
- حصل على جائزة كتارا للرواية العربية عن عمله «سلطة التلفظ في الخطاب الروائي العربي المعاصر» عام 2021م.[16]
- حصل على جائزة الشيخ زايد للكتاب فرع الفنون والدراسات النقدية عام 2022م.[17]

## صدر عنه
- كتاب «السيميائيات الذاتية المعالم والمشارف والتقاطعات» أعمال مهداة إلى الدكتور محمد الداهي. صدر عن منشورات كلية الآداب والعلوم الإنسانية بالرباط عام 2023م.[18]